# Rosa oxyacantha
Rosa oxyacantha là loài thực vật có hoa trong họ Hoa hồng. Loài này được M. Bieb. miêu tả khoa học đầu tiên năm 1819.